# Falden engel
 Denne artikel bør gennemlæses af en person med fagkendskab for at sikre den faglige korrekthed.

I religion er en falden engel en engel, der har forladt sin oprindelige plads i Himmelen eller er mislykkedes på vej mod at blive engel. Den har forbrudt sig mod Guds vilje og er blevet forvist. Den bedst kendte faldne engel er Satan (Lucifer).
Ifølge nogle traditioner vil en falden engel flakke hvileløst omkring på jorden indtil dommedag, hvor de så vil blive forvist til Helvede.